# Seznam vodních toků na Moravě
Tento seznam obsahuje vodní toky na území Moravy a jejích někdejších moravských enkláv ve Slezsku.

## A
- Allah

## B
- Babídolský potok
- Balinka
- Balinka (levý přítok Oslavy)
- Bartošovický potok (přítok Odry)
- Bařinský potok
- Baštýřský potok
- Bečva
- Besének
- Bělá (přítok Svitavy)
- Bílá voda (přítok Bobravy)
- Bílá voda (zdrojnice Punkvy)
- Bílovický potok
- Bílý potok (pravý přítok Svratky)
- Biskupický potok
- Blahoňůvka
- Blata (řeka)
- Blatnice
- Blazický potok
- Bobrava
- Bobrůvka
- Bošáčka
- Bohdalovský potok
- Bohna
- Bohuňovka
- Bohuslavický potok
- Bolíkovský potok
- Boříkovský potok
- Boršický potok
- Bousínký potok
- Branná
- Brodecký potok
- Brodečka
- Brodská (potok)
- Brtnice (řeka)
- Brumovka
- Brusná (potok)
- Březinka
- Březná (řeka)
- Březnice (řeka)
- Břežanka
- Břízka
- Budišovka
- Budíškovický potok
- Bukovanka
- Bukový potok
- Bystřice (přítok Moravy)
- Bystřička (přítok Moštěnky)
- Bystřička (přítok Vsetínské Bečvy)
- Bystřinka
- Býškovický potok
- Býkovka

## C
- Crhovský potok
- Ctidružický potok

## Č
- Časnýř
- Čebínský potok
- Čechovický náhon
- Čejčský potok
- Čeladenka
- Čeložnický potok
- Čermná (přítok Odry)
- Čermná (přítok Plazskéko potoka)
- Černovický potok (přítok Ivanovického potoka)
- Černý potok
- Černý potok (přítok Jezernice)
- Čimbordy
- Čížovský potok

## D
- Daníž
- Davídka (přítok Lichničky)
- Dašovský potok
- Desná
- Dešenský potok
- Deštná (potok)
- Dinotice (potok)
- Divácký potok
- Divoký potok
- Dlouhá řeka
- Dobrčický potok
- Dobronický potok
- Dobřínský potok
- Dolní Rozpitý potok
- Dolnodubňanský potok
- Dolnopasecký potok
- Dolnonětčický potok
- Drahonínský potok
- Drážní potok
- Drnůvka
- Dřevnice
- Dunávka
- Dvorský potok
- Dyje

## F
- Fryštácký potok

## G
- Gránický potok
- Gručovka

## H
- Habřina (přítok Bobravy)
- Hadůvka
- Hajanský potok
- Hájový potok
- Halda
- Čížovský potok
- Haná
- Haraska
- Havlásek
- Hejnický potok (přítok Jankovského potoka)
- Hlavnice (přítok Hané
- Hlinenský potok
- Hlinka (potok)
- Hloučela
- Hloušek
- Hluboček (přítok Kychové)
- Hluboček (přítok Morávky)
- Hluboček (přítok Bystřice)
- Hodonínka
- Horní Olšava
- Hornovský potok
- Hořanský potok
- Hostěnický potok
- Hovoranský potok
- Hradecký járek
- Hranečnický potok
- Hraniční potok (přítok Brodečky)
- Hraniční potok (přítok Hané)
- Hraniční potok (přítok Jihlavy)
- Hraniční potok (přítok Moravské Sázavy)
- Hraniční potok (přítok Olšavy)
- Hraniční potok (přítok Prudníku)
- Hraniční potok (přítok Šebrovky)
- Hrozová
- Hrubý potok
- Hrušový potok
- Hruškovice
- Husí potok
- Huťský potok
- Hvězdlička
- Hvozdecký potok

## Ch
- Cholinka (řeka)
- Chudý potok
- Chvojnice
- Chylický potok

## I
- Ivanovický potok (přítok Ponávky)
- Ivanovický potok

## J
- Jakubovka
- Jamenský potok (též Šlapanka)
- Járkovec
- Jarkovský potok
- Jasenice (potok)
- Jasenka (přítok Vsetínské Bečvy)
- Jasinka
- Jedlový potok (přítok Oslavy)
- Jedlový potok (přítok Ponávky)
- Jedovnický potok
- Jehnický potok
- Jevíčka
- Jevišovka
- Jezernice
- Jičínka
- Jihlava
- Jihlávka
- Jinošovský potok
- Jordán (přítok Romže)
- Jordánek
- Josefovský potok
- Juhyně
- Junácký potok

## K
- Kadolecký potok
- Kameňák (potok)
- Karlínský potok (přítok Brtnice)
- Karlínský potok (přítok Trkmanky)
- Kašnice
- Kaštinka
- Kazivec (potok)
- Klanečnice
- Klaperův potok
- Klapovský potok
- Kleštínek
- Klikatý potok
- Klimentský potok
- Kloboučka
- Kněhyně
- Knínický potok
- Kobylská (potok)
- Kobylský potok (přítok Polního potoka)
- Kohoutovický potok
- Komínský potok
- Kopanice (potok)
- Kounický potok (přítok Rokytné)
- Kotojedka
- Kotvrdovický potok
- Koválovický potok
- Kozlí potok
- Kozojídka
- Kozrálka
- Krasovský potok
- Krhovský potok
- Krokovický potok
- Krupá (přítok Moravy)
- Křepický potok
- Křepička (potok)
- Křeslický potok
- Křetínka
- Křivolanský potok
- Křtinský potok
- Kubelín
- Kundelovský potok
- Kuní potok
- Kuřimka
- Kuželovský potok
- Kychová (potok)
- Kyjanka (přítok Říky)
- Kyjovka

## L
- Lánský potok (přítok Lubiny)
- Lazský potok (přítok Odry)
- Lažánka
- Lejtna
- Leskava
- Lešanský potok (přítok Romže)
- Lichnička
- Lhotka (potok)
- Lhotský potok
- Libavský potok
- Libochůvka zvaná též Libochovka
- Libosvárka
- Lidéřovický potok
- Lipinský potok (přítok Zhořského potoka)
- Lipinský potok (přítok Zlámaneckého potoka)
- Liptaňský potok
- Litava zvaná též Cézava
- Litavka (přítok Litavy)
- Litenčický potok
- Lomnička (potok)
- Lomský potok (přítok Hamerského potoka)
- Lopač
- Losinka
- Lošovský potok
- Loucký potok
- Loučka (přítok Bečvy)
- Loučka (přítok Morávky)
- Loučka (přítok Svratky)
- Lovčický potok
- Lubě (potok)
- Lubí
- Lubina
- Lubná
- Luční potok (přítok Daníže)
- Luční potok (přítok Moravské Dyje)
- Ludkovický potok
- Luha
- Lukový potok (přítok Hané)
- Lušová (potok)
- Lužná
- Lysky (potok)

## M
- Malá Bečva
- Malá Haná
- Malanský potok
- Malonínský potok
- Malšínka
- Malužín
- Mandát
- Maretkový potok
- Marchanice
- Martálka
- Mařížský potok
- Mastnický potok
- Mastník (přítok Oslavy)
- Mečůvka
- Melatín
- Melkranský potok
- Merta (řeka)
- Měšínský potok
- Milenovec
- Milešovický potok (přítok Litavy)
- Milovanský potok
- Míkovický potok
- Mikulovka
- Mikulůvka (potok)
- Miroslavka
- Mlýnský potok (rameno Moravy)
- Mniší potok
- Mohelnička (přítok Jihlavy)
- Mokerský potok
- Morava
- Moravanský potok
- Moravice
- Morávka
- Moravská Dyje
- Moravská Sázava
- Mořický potok
- Moštěnka
- Mouřínovský potok
- Moutnický potok
- Mraznice
- Mřenka (přítok Bečvy)
- Mřenkový potok
- Mušlovský potok
- Mutišovský potok
- Myslůvka (potok)

## N
- Nectava (potok)
- Něčínský potok
- Nedašovka
- Nedveka
- Nedvědička
- Nechvalínský potok
- Nenkovický potok
- Nepřívazský potok
- Neslovický potok
- Nevšovka též Říka
- Němčický potok (přítok Trkmanky)
- Němčický potok (přítok Žďárné)
- Nikolčický potok
- Nivnička
- Novoveský potok
- Nový potok (přítok Libochovky)

## O
- Obřanský potok
- Ochozský potok (přítok Říčky)
- Olbramovický potok
- Omický potok
- Odra
- Okarecký potok
- Okluky
- Oldřůvka
- Olešná (přítok Ostravice)
- Olešná (přítok Rokytné)
- Olešnice
- Olšava
- Olše (přítok Šťávnice)
- Ondřejnice
- Oskava
- Oslava (přítok Jihlavy)
- Oslava (přítok Oskavy)
- Oslavička (potok)
- Osoblaha
- Ostravice
- Ostrý potok (přítok Štěpánovického potoka)

## P
- Pavlovický potok (přítok Hvězdličky)
- Pavlovický potok (přítok Prudníku)
- Pavlůvka
- Peníkovský potok
- Petrůvka (přítok Úmoří)
- Petrůvka (přítok Šťávnice)
- Petříkovec
- Petřínský potok
- Pikárecký potok
- Plazský potok
- Plenkovický potok
- Podleský potok (přítok Odry)
- Podlučanský potok
- Podolský potok (přítok Moravice)
- Podolský potok (přítok Moštěnky)
- Podomský potok
- Pokran
- Polanka
- Polešovický potok
- Polomina
- Polkovický odpad
- Polní potok
- Ponávka
- Pozlovický potok
- Pozořický potok
- Pradlenka
- Pramenní potok
- Praskavice
- Prokopka
- Pruský potok
- Prušánka
- Přeskačský potok
- Pstruhovec
- Pulčínský potok
- Punkva
- Pustiměřský potok
- Pytlácký potok (přítok Brodečky)
- Pytlácký potok (přítok Svitavy)

## R
- Račí potok (přítok Bečvy)
- Račí potok (přítok Desné)
- Račí potok (přítok Luhy)
- Račí potok (přítok Rokytné)
- Račický potok (přítok Rouchovanky)
- Radějovka
- Radiměřský potok
- Radostínka
- Rakovec (přítok Litavy)
- Rakovec (přítok Svratky)
- Rakovec (přítok Malé Hané)
- Rakovec (přítok Ponávky)
- Rancířovský potok
- Rašovský potok
- Ratibořka
- Raťkov (potok)
- Ráztoka (přítok Rusavy)
- Rejznarka
- Remíz (přítok Dobřínského potoka)
- Repešský potok
- Roketnice
- Rokytenka (přítok Vsetínské Bečvy)
- Rokytka (přítok Rokytné)
- Rokytná
- Romza
- Romza (přítok Roketnice)
- Romže
- Rosavka (přítok Křepičky)
- Roštěnický potok
- Roudník
- Rouchovanka
- Rozsečský potok
- Rozsošský potok
- Rožínka
- Rožnovská Bečva
- Rumza (přítok Hané)
- Rumza (přítok Moštěnky)
- Rusava
- Rybniční potok (přítok Hané)
- Rybnický potok (přítok Teplice)
- Rybniční potok (přítok Včelínku)
- Rychtářský potok

## Ř
- Řečice
- Řeznovický potok
- Říčanský potok (přítok Bobravy)
- Říčka
- Říka (přítok Olešnice)
- Římovka

## S
- Salaška
- Sázava
- Sedlnice
- Semetínský potok
- Semíč
- Senetářovský potok
- Senice (přítok Vsetínské Bečvy)
- Sitka (potok)
- Skalecký potok (přítok Hrušovice)
- Skalička (potok)
- Slatina
- Slavětínský potok
- Slavonický potok
- Slepice
- Sloupský potok (zdrojnice Punkvy)
- Smilovský potok
- Smolenský potok (přítok Odry)
- Smolinka (potok)
- Smrčecký potok
- Soběšický potok
- Solanecký potok
- Spálený potok (přítok Trkmanky)
- Srnkov (přítok Jezernice)
- Stálecký potok
- Starovický potok
- Starozuberský potok
- Stařečský potok
- Steklá
- Stonáč
- Strážovský potok (přítok Želetavky)
- Strhovec
- Strouhalův žleb
- Střelenský potok
- Střelický potok
- Stříbrný potok (přítok Dyje)
- Stouska
- Stupešický potok
- Stružka (přítok Rokytné)
- Sudický potok
- Sudoměřický potok (přítok Radějovky)
- Suchý potok (přítok Němčického potoka)
- Svinárský potok
- Svinný potok
- Svitava
- Svodnice (přítok Malé Bečvy)
- Svodnice (přítok Kyjovky)
- Svodnice (přítok Moravy)
- Svodnice (přítok Zamazané)
- Svodnice (rameno Malé vody)
- Svratka
- Syrovický potok
- Syrovinka
- Syrůvka

## Š
- Šabrava
- Šatava
- Šebkovický potok
- Šišemka
- Šlapanka
- Šťávnice
- Štěpánovický potok
- Štinkovka
- Šumice (říčka)
- Šumický potok
- Švábenický potok
- Švábský potok
- Švamberská struha

## T
- Teplica
- Tichávka
- Tichý potok
- Tišňavský potok
- Tištinka
- Točitý potok
- Topolanský potok
- Topolovský potok
- Trávníkový potok
- Tresenský potok
- Trhonický potok
- Trkmanka
- Trnávka
- Trnávka (přítok Bečvy)
- Troubský potok
- Trusovický potok
- Třebůvka
- Třešťský potok
- Tučínský potok
- Tulešický potok
- Tuřanský potok
- Tvaroženský potok
- Tvorovický potok
- Týnský potok

## U
- Uhřický potok
- Újezdský potok (přítok Chvojnice)
- Úmoří (přítok Svitavy)
- Únanovka
- Úsobrnský potok
- Úvalský odpad

## V
- Vacenovický potok
- Valteřovický potok
- Valtický potok
- Vápovka
- Varhošťský potok
- Vavříkovský potok
- Včelínek
- Velička (přítok Bečvy)
- Velička (přítok Moravy)
- Velká Haná (řeka)
- Velká Stanovnice
- Veselský potok (přítok Hodonínky)
- Veverka
- Vícovský potok
- Viklička
- Vlára
- Vlastkovecký potok
- Vlčnovský potok
- Vlčidolka
- Vracovský potok (přítok Syrovinky)
- Vranča (potok)
- Vranínský potok
- Vratěnínský potok
- Vrbecká
- Vrbovec (potok)
- Vršský potok
- Vrtůvka
- Vřesůvka
- Vsetínská Bečva
- Výpustek (potok)

## Z
- Zábrana
- Zábřežka
- Zaječí potok (přítok Ponávky)
- Zaječí potok (přítok Štinkovky)
- Zamazaná
- Zášinský potok
- Zašovský potok
- Zděchovka (potok)
- Zemanův žleb
- Zhořský potok (přítok Šlapanky)
- Zlámanecký potok
- Zlatkovský potok
- Zlatnický potok
- Zlatý potok
- Znětínský potok

## Ž
- Žabník
- Ždánický potok
- Žďárná (potok)
- Ždírecký potok
- Želetavka
- Žilůvecký potok
- Žlebový potok
- Žlebský potok (přítok Nedvědičky)
- Žlebůvka